# キム・ジャングン
キム・ジャングン（金 將君、1982年7月31日 - ）は大韓民国のコメディアン。
2010年にKBS公開採用25期でデビュー。パク・ソラと共演した、KBSギャグコンサートの「ペバクキャント」のコーナーでは女心が理解できずにすれ違ってしまうボーイフレンド役を、「鳳仙花学堂」ではトトおじさん役を演じて好評を得た。現在はコメディアンを引退し、会社員となっている。

## 出演作品
- 「ギャグコンサート」（KBS2）

<感受性>
<ヴァレリーNO>
<極と極>
<昨日来た観客今日も来た>
<エクストラ>
<ダラス>
<放送との戦争>
<逮捕王>
<ピンクレディー>
<めまい>
<ワールドウォー　ゾンビ>
<ゾンビ　プロジェクト>
<先輩、先輩！ > - クィ・ヨミ役
<R-Point>
<ミンサン討論>
<真剣ロック>
<超能力者>
<ウェディング>
<ペバクキャント> - パク・ソラのボーイフレンド役
<あなたその川を渡らないで> - 警官役
<矛と盾>
<ヨロ民宿> - 宿泊者役
<鳳仙花学堂> - トトおじさん役

### 公演
- <シム・ヒョンネ流浪劇団> - キム・ポジョル
- <シム・ヒョンネショー> - キム・ポジョル

### 流行語
- ギャグコンサート
  - 気合いしっかり入れるぞ！ （ぺバクキャント）(정신 바짝 차리자!)
  - 気合いしっかり入れたのに！ ！ （ぺバクキャント）(정신 바짝 차렸는데)
  - あれ？ XX（食べ物）だ！ （ヨロ民宿）(어? XX(음식류)다)

## 受賞
- 2011年 第5回Mnet 20's Choiceホットギャグ終結者賞